# April Jazz
April Jazz is een jaarlijks jazzfestival dat gehouden wordt in Tapiola, Espoo, Finland, eind april. De eerste editie had plaats in 1987.